# Èlida
|  | Per a altres significats, vegeu «Èlide (desambiguació)». |

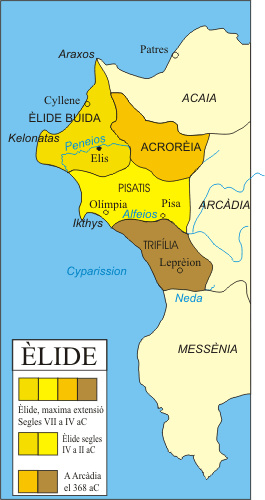
L'Èlida.

L'Èlida (grec antic: Ἦλις, llatí: Elis; etnònim Ἠλεῖος, català eleu) fou un territori de l'antiga Grècia, la capital del qual fou la ciutat homònima d'Elis i que es correspon, a grans trets, amb l'actual Unitat Perifèrica de l'Èlida. Era a la costa oest del Peloponès, entre Acaia i Messènia. Tenia al nord el cap Araxos i el riu Larissos, i al sud el riu Neda; a l'est tenia les muntanyes d'Arcàdia i a l'oest la mar Jònica. També acollia la ciutat d'Olímpia, seu del festival homònim que portava al país nombrosos visitants; com que posseïa el temple de Zeus Olímpic, a la riba del riu Alfeu, el territori era sagrat i inviolable.

## Geografia

### Física
Caps principals
- Araxos
- Celonates
- Ictis (avui Katákolo)

Golfs
- Cil·lene (al nord)
- Celonàtic
- Ciparíssion

Rius
- Alfeu
- Peneu, que neix al mont Erimant
- Ladó, afluent de l'anterior (actualment Γαστούνη «Gastúni»)

### Districtes
L'Èlida es dividia en quatre districtes: l'Èlida Buida, al nord, entre el cap Araxos i el cap Ictis; la Pisàtida, del cap Ictis al riu Alfeu; Trifília, al sud, de l'Alfeu al riu Neda; i Acrorea, a l'interior.

## Història

### Història mítica
Segons els historiadors antics, els antics habitants de l'Èlida eren pelasgs, i rebien el nom de caucons. Per altra banda, hi ha rastres d'influència fenícia a la ciutat d'Elis, com ara el culte a Afrodita Urània. Els següents habitants, segons el relat mític, foren els epeus (Ἐπειοί), que estaven emparentats amb els etolis. Els dos fills d'Endimió, Epeu i Etol, foren els herois epònims dels epeus i els etolis respectivament. Per la seva banda, el nom dels eleus (habitants de l'Èlida) es remet a l'heroi epònim Eleu, fill de Posidó i Eurícida, germana d'Endimió.
Eleu va tenir com a successor el seu fill Augies (pare de Fileu), que va fer la guerra a Hèrcules. Després, el regne es va dividir en quatre estats, els quatre districtes posteriors, un dels quals fou pel fill d'Àugies, Agàstenes. El epeus van anar a la guerra de Troia amb 40 vaixells dels quatre estats, dels quals un era governat per Polixen, el net d'Augies. Homer esmenta els epeus i els pilis com els pobles més poderosos de la costa de l'oest del Peloponnès que anaren a la guerra de Troia. Polixen fou l'únic dels quatre reis de epeus que va retornar de la guerra. En temps del seu net, es va produir la invasió dels doris i l'Èlida fou per Òxil i els seus etolis per pagar la seva participació en la conquesta.
Però etolis i epeus es van fusionar ràpidament i així va néixer el poble dels eleus, sempre segons el relat mític. Un altre estat, la Pisàtida, poblat pels epeus, tenia per capital Pisa, antiga residència d'Enòmau i Pèlops (que va donar nom al Peloponnès), i era una confederació formada per vuit estats, però més tard aquesta ciutat va desaparèixer, probablement amb la conquesta dels eleus. A la mateixa època, els mínies, expulsats de Lacònia, es van apoderar de Trifília i van expulsar els habitants originals, els caucons i parorets, i s'hi van establir i van fundar sis ciutats estat. Hi vivien, a més dels mínies, els epeus i els eleus (que ja havien dominat abans els parorets i caucons sense expulsar-los). Vers el segle viii aC, els eleus d'Èlida Buida van conquerir els estats de la Pisàtida i de Trifília, que esdevingueren estats sotmesos, i amb el temps van assimilar els seus pobles.

### Època arcaica
La conquesta de Pisa per part dels eleus va suposar que el control dels Jocs Olímpics (dedicats a Zeus Olímpic i celebrats a Olímpia, a la Pisàtida) depengués dels eleus, de manera que eren ells els agonotetes dels Jocs Olímpics. Els pisatans van voler recuperar la direcció del festival i en la VIII Olimpíada, el 747 aC, van obtenir-ne la presidència amb l'ajut de Fedó, tirà d'Argos, que participava en el festival. Però, derrotat Fedó pels espartans, els eleus van recuperar la presidència del festival. Durant la segona guerra messènica (segle vii aC), els pisatans i els trifilis es van revoltar i van ajudar els messènics mentre els eleus ajudaven a Esparta. Els pisatans els manava el seu rei Pantaleó, que va ocupar Olímpia durant la XXXIV Olimpíada el 644 aC i van celebrar els jocs amb exclusió dels eleus. Però la derrota dels messènics va suposar també la dels pisatans.
El 588 aC, en la XLVIII Olimpíada, els eleus sospitaren de la fidelitat del rei dels pisatans, Damofont, fill de Pantaleó, i van envair el seu país, però finalment es van retirar. El 572 aC, en la LII olimpíada, el rei de la Pisàtida, Pirros, germà i successor de Damofont, va envair l'Èlida ajudat per les ciutats de Disponti, Macistos i Escil·lunt, però fou derrotat, i les ciutats revoltades foren destruïdes. Després d'això, la pau va ser la norma en tota la regió de l'Èlida.

### Època clàssica
En la Guerra del Peloponès, foren aliats d'Esparta fins a la pau de Nícies, el 421 aC. A partir de llavors, Esparta va començar a donar suport als petits estats per evitar que cap pogués arribar a ser massa fort i això va provocar que, quan Leprèon es revoltà contra els eleus, Esparta va reconèixer la seva independència i va enviar-hi un exèrcit per ajudar-los. Llavors, Elis va renunciar a la seva aliança i va entrar a la lliga entre Argos, Corint i Mantinea. El 420 aC, es va celebrar el festival olímpic, i els espartans en foren exclosos. Van lluitar en la batalla de Mantinea (418 aC) contra Esparta, i encara que Esparta, vencedora, va imposar la seva hegemonia, no es van restablir les antigues bones relacions: quan Esparta va imposar l'hegemonia sobre Atenes, es va dirigir contra Elis i li va exigir que renunciàs al domini sobre les ciutats dependents i pagàs tributs a Esparta. Com que no ho van atendre, el rei Agis va envair el país el 402 aC. La guerra va durar tres anys, fins que Elis va demanar la pau i va renunciar a les ciutats de Trifília i Làsion (reclamada pels arcadis) i algunes ciutats del districte muntanyós d'Acrorea. El port de Cil·lene fou lliurat a Esparta. Els pisatans reclamaren de recobrar l'organització dels Jocs Olímpics, però, com que havien perdut molta d'entitat atesa la seva decadència, els espartans rebutjaren la petició i Elis en va conservar la presidència (400 aC).
Després de la batalla de Leuctra i la derrota del poder espartà (371 aC), Elis va voler recuperar el domini de l'antiga Èlida, inclosa Trifília, però aquesta regió s'incorporà a la confederació arcàdia (368 aC) que havia creat Epaminondes i estava tutelada per Tebes. També hi foren admeses les ciutats de l'Acrorea. Llavors l'Èlida es va aliar amb Esparta contra Arcàdia i, el 366 aC, va començar una guerra contra Arcàdia. Els eleus van ocupar Làsion i les altres ciutats d'Acrorea, però els arcadis van contraatacar i les van recuperar, i van establir una fortalesa amb guarnició al turó de Croníon, a Olímpia, i partiren tot seguit cap a Elis, que no estava fortificada i era al seu abast. El partit democràtic es va revoltar i va enderrocar l'oligarquia, però finalment foren derrotats, van fugir de la ciutat i es van ajuntar amb els arcadis, gràcies als quals van ocupar Pilos. Els arcadis es van retirar i van deixar el combat en mans dels demòcrates; van tornar a l'any següent (365 aC) i van derrotar els eleus en un lloc entre Elis i Cil·lene. Elis va demanar ajut a Esparta, que va envair el sud-oest d'Arcàdia per distreure l'exèrcit de la lliga de la seva guerra a l'Èlida. Així, els eleus van recuperar Pilos i van exterminar els demòcrates. El 364 aC es va celebrar la CIV Olimpíada. Els arcadis, mentrestant, havien rebutjat els espartans i conservaven guarnició prop d'Olímpia, i van decidir retornar la presidència als pisatans en unió dels quals van celebrar els jocs. Els eleus es van indignar, i van atacar els arcadis prop d'Olímpia i els van vèncer. Els eleus, després, van retirar aquesta olimpíada (així com la VIII i la XXXIV) dels registres. Els arcadis es van emportar els tresors del temple d'Olímpia, però els mateixos ciutadans arcadis ho van trobar malament, car ho consideraren un sacrilegi. L'assemblea de la lliga arcàdia va decidir compensar l'Èlida signant la pau i els van retornar Olímpia i la presidència dels jocs (362 aC).

### Època hel·lenística i romana
Uns anys després, l'Èlida es va sotmetre voluntàriament al rei Filip de Macedònia, però amb la condició de no lluitar contra Atenes i Tebes. No foren presents a Queronea. Van romandre dins l'aliança macedònia fins a la mort d'Alexandre el Gran, el 323 aC. Després, van lluitar contra el regent Antípater en la Guerra de Làmia. El 312 aC, la ciutat d'Elis fou ocupada per Telesfor, que va fortificar la ciutadella amb la finalitat d'establir un principat independent al Peloponnès, però un altre general, Ptolemeu, el va expulsar i va destruir les fortificacions.
Després d'això, els eleus es van aliar amb els etolis i ingressaren en la lliga Etòlia, de la qual eren partidaris. Com que no van voler unir-se a la lliga Aquea i van romandre dins la lliga Etòlia, els aqueus els atacaren. Trifília, en canvi, sí que es va unir a la Lliga Aquea. Després de la Quarta Guerra Macedònica i la destrucció de Corint (146 aC), tot el Peloponnès caigué sota domini romà, per bé que la celebració dels Jocs Olímpics no cessà.
En temps de l'emperador Julià l'Apòstata, Elis fou exonerada de tributs per acollir els jocs olímpics, en un assaig de reviure les manifestacions del paganisme; però el 394 Teodosi els abolí.

### Edat mitjana i moderna
El 396, el país fou devastat pel visigot Alaric I i va entrar en decadència dins l'Imperi Romà d'Orient, al qual va pertànyer fins al 1205. Però al final de l'etapa bizantina, el país recobrà importància. Vers el 1208, els cavallers francs de Patres van sortir vers la vall del Peneu. Guillem de Champlitte va establir la seva residència a Andrabida, un districte fèrtil a la riba dreta del Peneu. Jofre de Villehardouin va construir Clarença, que va esdevenir el principal port de la costa oest de Grècia. Més tard hom bastí també el Castro Tornese a Clarença, i Castuni i Santameri com a noves fortificacions. Va passar, com la resta del Peloponnès, als venecians, i formà el districte de Belvedere (Morea occidental), nom que corresponia a la ciutadella d'Elis.
Amb els otomans, el país va entrar en decadència i en un llarg procés de despoblament. Al segle xix, Pirgos era el sol centre de població important, car tota la costa romania inhabitada per causa de la malària.

## Èlida Buida
L'Èlida Buida (grec antic: κοίλη Ἦλις) era el districte nord de la regió de l'Èlida i la regió de la capital, Elis. Generalment va exercir domini sobre el districte central de la Pisàtida, però molt menys sobre el districte sud, la Trifília. El país es dividia en dues parts: la plana del Peneu i el país muntanyós de l'interior o Acrorea. Precisament el nom d'Èlida Buida prové de l'absència de muntanyes de la plana del Peneu, car originalment solament es referia a aquesta zona. La plana era la part més fèrtil de tot el país i produïa un lli fi de molta qualitat entre molts altres productes. El vi també era apreciat i s'utilitzava en grans quantitats pel culte a Dionís de la ciutat d'Elis i al festival anomenat Thyia, en el qual tres gerres s'omplien soles de vi. També hi havia molta fusta i pastures i les ovelles del país ja són esmentades en temps del rei mític dels epeus de l'Èlida, Augies; també els cavalls eren de considerable categoria i esmentats als poemes d'Homer. Es deia que les mules no podien engendrar al país, però això es devia al fet que els eleus portaven les mules a Arcàdia perquè les fecundassin muls arcadis, que eren considerats els millors de Grècia.